# Alexander Mitscherlich (chimico)
Alexander Mitscherlich (Berlino, 28 maggio 1836 – Oberstdorf, 31 maggio 1918) è stato un chimico tedesco.
Figlio del grande chimico Eilhard Mitscherlich, fu docente di chimica a Münden. Brevettò un metodo per l'estrazione della cellulosa tramite bisolfito di calcio.